# Funtek
Funtek je priimek v Sloveniji, ki ga je po podatkih Statističnega urada Republike Slovenije na dan 1. januarja 2010 uporabljalo 84 oseb in je med vsemi priimki po pogostosti uporabe uvrščen na 5.066. mesto.

## Znani nosilci priimka
- Anton Funtek (1862–1932), pisatelj, pesnik in prevajalec
- Feliks Funtek (1882–1974), duhovnik
- Leo Funtek (1885–1965), violinist, prirejevalec
- Lovrenc Funtek (1831–1874), fotograf
- Venčeslav Funtek, inženir gradbeništva?